# Buday Imre
Beölsei Buday Imre  (Tárkány, 1819 – Debrecen, 1879. április 4.) hivatalnok.

## Élete
Törvényszéki ülnök volt Szabolcs-Szatmár megyében. A 39. gyalogezredben szolgált, majd polgári biztos volt Szabolcs megyében. Részt vett a szabadságharcban is, 1849. április 13-ától számvevő főhadnagyként szolgált a Balmazújvárosban alakult 12. tartalék hadosztálynál. Május 26-án a 2. gyalogezred törzskarához került Komáromba Klapka Györgyhöz, ami megtiszteltetésnek számított. Először főhadnagy, majd vezérkari százados lett. Részt vett a híres kirohanásban, az utolsó győztes ütközetben is, mely előtt a zenekar Giuseppe Verdi „Nabucco”-jának híres dalát játszotta. Halálát tüdőgümőkór okozta, Debrecenben temették 1879. április 6-án. Sírhelye ismeretlen, egyetlen ismert fotográfiája van. Alakja feltűnik Tímár Máté „Késő virradat” című regényében is. Felesége Miskolczi Amália volt.

## Művei
- Életirány vigasztalásúl a szenvedőknek. Nagyvárad, 1845.

Színműve: Driadon, vagy a sors és végzés titkai, szinj. 3 felv. római történetekből szerkesztve, melyet Debreczenben 1838. júl. 14. előadtak.